# Tomasz Witkowski (polityk)
Tomasz Witkowski (ur. 3 grudnia 1976 w Brzegu) – polski polityk, ekonomista i urzędnik samorządowy, w latach 2015–2021 wiceburmistrz Brzegu, w latach 2021–2023 wicewojewoda opolski.

## Życiorys
Absolwent Akademii Ekonomicznej im. Oskara Langego we Wrocławiu, specjalizował się m.in. w zakresie księgowości. Zajmował stanowiska skarbnika gminy Olszanka i powiatu brzeskiego oraz głównego księgowego w Dolnośląskiej Instytucji Pośredniczącej.
W 2015 objął stanowisko zastępcy burmistrza Brzegu. W 2018 kandydował do rady powiatu brzeskiego. Zaangażował się w międzyczasie w działalność polityczną w ramach ugrupowania Porozumienie, zasiadał w jego zarządzie. W 2021 po rozłamie w tej partii związał się ze Stowarzyszeniem „OdNowa Rzeczypospolitej Polskiej”, skupionym wokół Marcina Ociepy.
10 listopada 2021 powołany na stanowisko wicewojewody opolskiego (w ramach porozumienia środowiska OdNowy RP z Prawem i Sprawiedliwością). W ramach swoich zadań odpowiada m.in. za nadzór nad administracją zespoloną. W grudniu 2023 zakończył pełnienie funkcji wicewojewody. W 2024 kandydował na wójta gminy Skarbimierz z własnego komitetu, przegrywając w drugiej turze.